# George Dillon
Monsignor George Francis Dillon (Dublino, 1836 – Roma, 29 gennaio 1893) è stato un presbitero, teologo e saggista irlandese, che acquisì notorietà nel 1884 in seguito ad una serie di conferenze a Edimburgo sul tema di quella che egli descrive come una vera e propria guerra massonica contro la civiltà cristiana. 
I suoi discorsi sono stati raccolti nel suo libro più noto, War of Anti-Christ with the Church and Christian Civilization ("La guerra dell'Anticristo contro la Chiesa e la civiltà Cristiana"). 
Dopo aver letto una sintesi di questo lavoro, papa Leone XIII approvò e finanziò la pubblicazione di una versione italiana dell'opera.

## Biografia
Dillon si forma presso il College "All Hallows" di Dublino.
Nel 1861, lascia l'Irlanda per servire come missionario cattolico in Australia, dove fonda una missione per gli aborigeni a Burragorang, circa 65 miglia da Sydney.
Durante i suoi anni in Australia, Dillon lavora sotto la supervisione dell'arcivescovo di Sydney (John Bede Polding 1842-1877, e Roger William Bede Vaughan (fratello del cardinale Herbert Vaughan) 1877-1883).
Nella sua carriera di prete cattolico e missionario, Dillon serve in diverse parrocchie nel New South Wales, Australia. È curato della Cattedrale di St. Mary e Joseph e della relativa parrocchia (Armidale), dal novembre 1861 all'agosto 1864. In seguito, viene stato trasferito alla parrocchia di Sydney a Balmain, dal marzo 1868 al 1876. 
Mentre si trova a Balmain, Papa Pio IX gli ordina di intraprendere un'indagine speciale, per cui viene autorizzato a usare il titolo "Missionario Apostolico". 
In seguito, Dillon si trasferisce alla Chiesa Cattolica di St. Paul nella parrocchia di Camden.
Dillon aveva una laurea di Divinitatis Doctor, il che gli dava licenza di insegnare teologia Cristiana in seminari Cattolici e università.
Nel 1877, il giornalista e politico Joseph Graham O'Connor (1839-1913) lancia The Catholic Times, un giornale Cattolico australiano, in contrasto con la testata concorrente To The Freeman. 
Nel 1880 Roger Vaughan, arcivescovo di Sydney, acquista The Catholic Times e ne cambia il nome in "The Express". 
Vaughan e Dillon diventano co-editori di The Express, ma solo per un breve periodo.
Dillon si trasferisce in Italia, a Roma, nel 1882 a causa di problemi di salute. Il giornalista John Cyril Marie des Anges Weale (1857-1942) diventa co-editore del The Express nel 1883, ma il giornale presto fallisce. In seguito, quando O'Connor fa ripartire la testata nel 1884, il solo Weale resterà editore.
Nel 1884, papa Leone XIII, in riconoscimento dei servizi di Dillon alla Chiesa, lo rende "Monsignore" e gli dà il titolo di "Cameriere Segreto", il che fa del nostro Dillon un membro ufficiale della "Famiglia Pontificia". 
Negli ultimi anni in Italia, Dillon viene assistito dai Padri Passionisti con il quale coltiva una grande amicizia.
Secondo il necrologio dedicatogli pubblicato sul "The Tablet" (il 4 febbraio 1893, p. 24) Dillon muore il 29 gennaio 1893 a "Palazzo di Rossi", in Piazza d'Aracoeli a Roma, dove aveva vissuto per molti anni dopo il suo trasferimento in Italia. Tuttavia, ancora oggi non risulta essere mai esistito un palazzo con tale nome in Piazza d'Aracoeli.
Dillon denuncia apertamente la nota collaborazione tra gli Illuminati di Baviera e la massoneria, nonché la presunta collaborazione tra Lord Palmerston ed i Carbonari. 
È stato anche critico del documento dell'Alta Vendita e dei presunti legami di Napoleone Bonaparte con la massoneria e il carattere segreto dell'organizzazione sovversiva - nota come Fratellanza Fenian - in Irlanda.
In generale, nella maggior parte dei suoi scritti, Dillon affronta temi religiosi, come ad esempio la Madre del Buon Consiglio, il Sacro Cuore di Gesù e spezzoni sulla storia Irlandese, con particolare enfasi sul monachesimo irlandese.

## Opere
- 1870 Ireland: what she has done for religion and civilisation
- 1873 Sacred Heart of Jesus: a sermon preached at the solemn consecration of the Diocese of Maitland
- 1874 An Irish missionary in the Australian bush: his life, labours and death
- 1884 Virgin Mother of Good Counsel: A History of the Ancient Sanctuary of Our Lady of Good Counsel in Genazzano
- 1885 War of Anti-Christ with the Church and Christian Civilization